# Álbum do Domingo

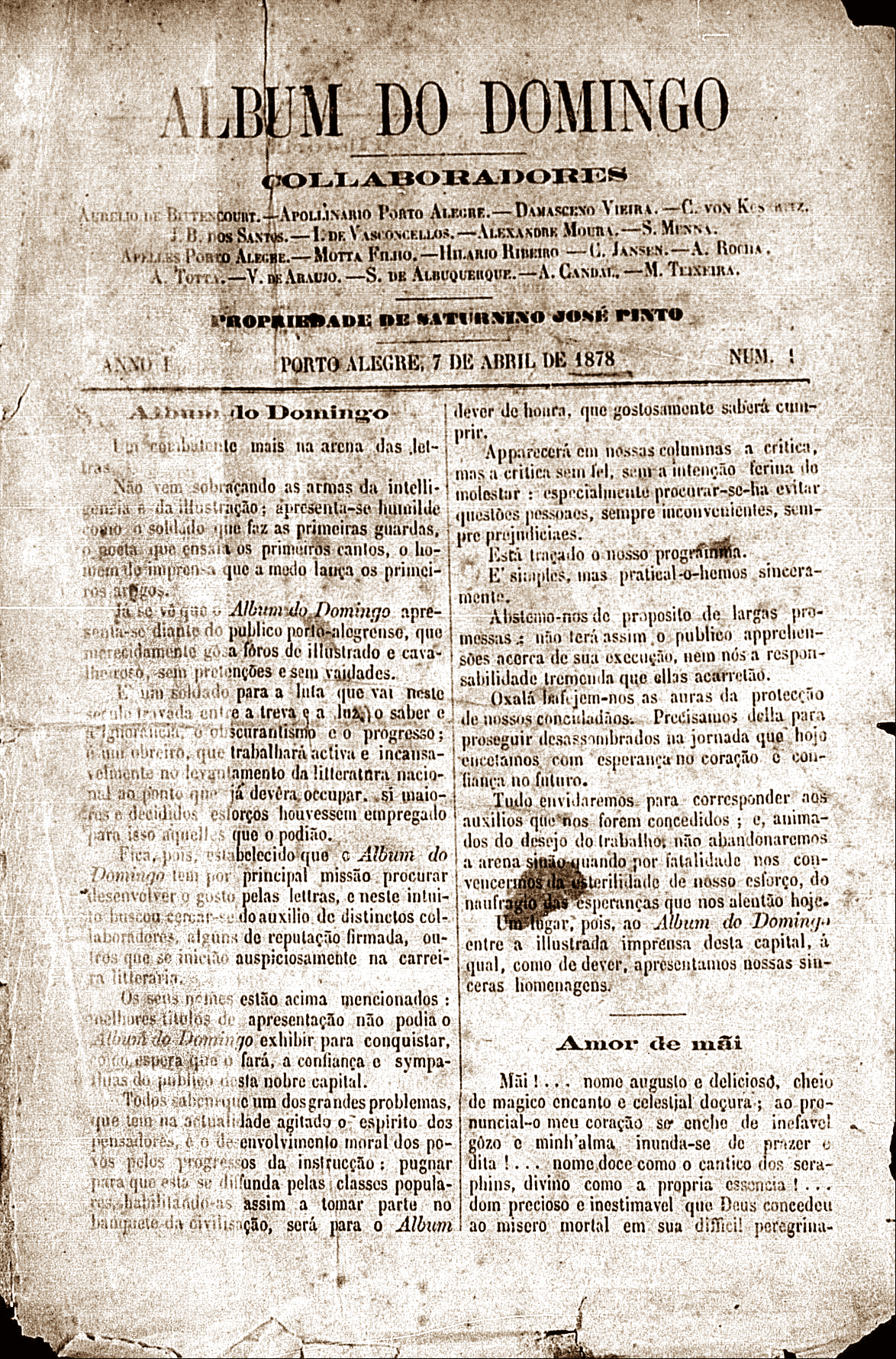
Álbum do Domingo, ano 1 nº 1.

Álbum do Domingo foi um periódico literário brasileiro, fundado em Porto Alegre em 1878. Na bibliografia crítica às vezes é citado como Álbum de Domingo, mas não deve ser confundido com outro periódico literário de Porto Alegre de mesmo nome, o Álbum de Domingo (1860-1861).
De propriedade de Saturnino José Pinto, foi lançado em 7 de abril de 1878, com circulação semanal, tendo como colaboradores permanentes nomes reputados na cena jornalística e literária rio-grandense: Aurélio Veríssimo de Bittencourt, Apolinário Porto Alegre, Damasceno Vieira, Carlos von Koseritz, José Bernardino dos Santos, Inácio de Vasconcelos Ferreira, Alexandre Bernardino de Moura, Francisco de Paula do Amaral Sarmento Menna, Apeles Porto Alegre, Motta Filho, Carlos Jansen, Artur Rocha, Augusto Totta, Vasco de Araújo e Silva, Silva de Albuquerque, Artur Candal e Múcio Teixeira, além de diversos outros colaboradores ocasionais, como Antônio Vicente da Fontoura Xavier, Hilário Ribeiro, Silvino Vidal e Policarpo Guimarães.
Segundo Athos Damasceno, apesar de ter circulado somente por um ano, encerrando suas atividades em 30 de março de 1879, foi um dos mais importantes jornais literários do Rio Grande do Sul no século XIX, quer pelo calibre dos seus colaboradores, quer pelo papel renovador da literatura que desempenhou, dando a conhecer na província os mais recentes avanços literários que aconteciam no Brasil, estimulando o debate literário e teatral e sendo um dos pioneiros na divulgação no Rio Grande do Naturalismo, do Realismo e do Parnasianismo, reagindo contra o predomínio romântico. Também promovia correntes progressistas como o cientificismo, o darwinismo e o abolicionismo. Para Reinaldo de Moura, foi "efetivamente o periódico mais significativo da província no século XIX ao posicionar-se contra a idealização romântica dominante no cenário literário sulino [...] Assim, o movimento de renovação que se processava no país encontrará eco no Álbum de Domingo, principalmente ao sabor da pregação de Tobias Barreto e Sílvio Romero, que produz então os seus frutos no Rio Grande do Sul". Através da participação de Artur Rocha foi um veículo importante para a inserção do negro no circuito literário e nos espaços políticos. Seu fim foi lamentado na Gazeta de Porto Alegre, atestando a receptividade de que desfrutou:
"Conveniências pessoais levaram o laborioso artista [Saturnino José Pinto] a suspender a publicação de sua folha, que num ano de existência adquiriu gerais simpatias e sólidos elementos de vida, graças à fidelidade com quem foi sempre observado o seu programa. O Álbum era uma das melhores publicações literárias que têm aparecido na província e seu desaparecimento, que sinceramente lamentamos, deixa sensível vácuo na nossa imprensa".